# Митин, Николай Иванович
Никола́й Ива́нович Ми́тин (12 октября 1914, деревня Кедрово, Каширский уезд, Тульская губерния, Российская империя — 21 марта 1943, под Кронштадтом) — советский лётчик-истребитель. Участник советско-финской войны 1939—1940 годов и Великой Отечественной войны. В 1941 году совершил таран.

## Биография
Родился 12 октября 1914 года в русской семье в деревне Кедрово Каширского уезда (ныне Каширского района) Тульской губернии (ныне Московской области). Окончил 7 классов неполной средней школы и школу ФЗУ в Москве.
Работал токарем на 2-м государственном часовом заводе, затем в Артамоновском трамвайном депо, где был комсоргом.
В 1934 году начал службу в Военно-Морских Силах. После окончания в 1936 году Ейской школы морских лётчиков и летнабов был направлен в 61-ю истребительную авиационную бригаду Балтийского флота. Член ВКП(б) с 1939 года. Принимал участие в советско-финской войне 1939—1940 годов, был награждён орденом Красного Знамени.
С начала Второй мировой войны на территории СССР занимал должность заместителя командира эскадрильи 21-го истребительного авиационного полка (8-я бомбардировочная авиационная бригада, ВВС Балтийского флота).
16 июля 1941 года в районе города Сольцы на истребителе МиГ-3 на большой высоте встретил немецкого корректировщика PZL P.11 и вступил с ним в бой. Получив повреждения и израсходовав все боеприпасы, пошёл на таран. Сумел приземлиться на парашюте. За этот таран был награждён орденом Ленина и досрочно получил воинское звание капитан.
Погиб в воздушном бою под Кронштадтом 21 марта 1943 года, сбив 4 немецких самолёта.

## Награды
- Орден Красного Знамени (21.04.1940)
- Орден Ленина (1941)